# Журавлёв, Сергей (пауэрлифтер)
Журавлёв Сергей Николаевич (род. 17 сентября 1960 года) — советский и российский пауэрлифтер.

## Карьера
Тренировался у С. Козлова в ульяновском «Торпедо».
В 1990 году завоевал серебро чемпионата СССР в категории до 52 кг с суммой 440 кг и выполнил норматив мастера спорта. А после победы на Кубке России становится мастером спорта международного класса.
В феврале 1991 года на первом чемпионате России в Томске побеждает в категории до 52 кг с суммой 520 кг. В марте 1991 года становится чемпионом СССР. На чемпионате Европы 1991 года завоёвывает серебро. А в ноябре 1991 года становится вице-чемпионом мира.
В начале 1992 года становится чемпионом СНГ. В мае привозит золото с чемпионата Европы, а в ноябре — с чемпионата мира.
В 1993 году становится чемпионом России. На Всемирных играх 1993 года завоевал бронзовую медаль. А с чемпионата мира привозит серебряную награду.
В 1994 году становится чемпионом России и Европы.
1995 год приносит Сергею золото чемпионата России и серебро чемпионата Европы.
В 1997 году на чемпионате России Сергей уступает Вячеславу Чоповскому. А на чемпионате Европы — Анджею Станашеку. Выступления на чемпионате мира Сергей заканчивает третьим.
В 1998 году Сергей снова серебряный призёр чемпионата России и пропускает международные турниру.
В 1999 году — победа на чемпионатах России и Европы.
В 2000 году выигрывает золото на чемпионате России, на чемпионате мира — третье место в категории до 52 кг.
В 2001 году завоёвывает очередное золото на чемпионате России и серебро на чемпионате Европы. На чемпионате мира Сергей становится четвёртым.
В 2002 году Сергей завершает карьеру после бронзы на чемпионате России и победы на Кубке России.

## Признание
В 2023 году у Дворца спорта «Волга-Спорт-Арена» установили стену славы спортсменов Ульяновской области, где есть имя Журавлёва Сергея Николаевича.